# 咲もも菜
咲 もも菜（さき ももな、1984年8月12日 - ）は、日本の元AV女優。
バスト83cm・ウエスト58cm・ヒップ85cm。血液型はA型。高知県出身。

## 作品

### アダルトビデオ
2004年
- 家庭教師は女子大生 Special 8（8月27日、クリスタル映像）
- ロリスカ おもらし教室（12月8日、みるきぃぷりん♪）

2005年
- ぼくのナースエンジェル（1月14日 LEO）
- 暴行現場ファイル #3（2月17日、アルファーインターナショナル）
- 奴隷デリバリー（2月20日 アヴァ）
- 美人ナースのSEXファイル（2月25日 うまなみ。（ケイ・エム・プロデュース））
- 淫ら牝恥縛調教現場（3月15日 アヴァ）
- イイ女狩り6（3月18日 うまなみ。（ケイ・エム・プロデュース））
- 性域なきモザイク改革 オッパイといっしょ（3月25日 桃太郎映像出版）
- マジイキマックス 連続4時間極淫調教（4月7日、ナチュラルハイ）
- 獣双姦 菊川蓮・咲もも菜（4月8日、カルマ）
- MOFUKU [喪服]（4月15日 LEO）
- 2穴同時 ANAL&VAGINA（4月21日 ヒビノ）
- 女性の為の家畜人養成スクール～教材男Kの悲劇 Step-1 捕獲、監禁、餌付け調教飼育開始（4月28日、ヤプーズマーケット）
- 合法ドラッグ!!電気アンマでイカせまくり!! 完全版（5月27日、ケイ・エム・プロデュース）
- 腸能力研究所（7月21日 ナチュラルハイ）
- フィスト×フィスト×フィスト VOL.2（9月8日 ナチュラルハイ）
- 某AVプロダクション 変態社長のSEX FILE No.001（9月16日 アルファーインターナショナル）
- よだれ艶曲2（9月30日、アルファ・インターナショナル）
- 世にも男を喰らう女たち。変態ど淫乱痴女たちの異常性欲（10月10日、AVS）
- ゲリラーマン 風俗盗撮（10月20日、ホットエンターテイメント）
- うまなみプレゼンツ 10美人ナース 4時間（10月28日、おかず。（ケイ・エム・プロデュース））うまなみ。作品『美人ナースのSEXファイル』のセルDVD化作品、
- ㈱YM豚便器開発センター新型和式便槽★★★　～派遣女子社員達の試供品トイレ男～　前編（11月25日、ヤプーズマーケット）
- ㈱YM豚便器開発センター新型和式便槽★★★　～派遣女子社員達の試供品トイレ男～　後編（11月25日、ヤプーズマーケット）

2006年
- うまなみプレゼンツ18イイ女狩り4時間 3（5月19日 おかず。(ケイ・エム・プロデュース)）うまなみ。作品『イイ女狩り6』のセルDVD化作品、

### イメージビデオ
- エロビアン 月乃るり&咲もも菜（2006年2月20日、イーネット・フロンティア）